# Мехмед III Герай
Мехме́д III Гера́й (Гире́й) (крым. III Mehmed Geray, ٣محمد كراى‎; 1584—1629) — восемнадцатый крымский хан из династии Гераев (1623—1628), сын крымского хана Саадета II Герая.

## Биография
Мехмед Герай родился в семье, которая жила в изгнании в Кумыкии и Астрахани, а в 1593 году вернулась в Крым. В 1596 году ушёл с Селяметом Гераем в Турцию, где вместе с ним пребывал среди повстанцев Кара-Языджи и затем провел семь лет в заключении в Стамбуле. В 1608 году назначен калгой при Селямете I Герае, но вошёл с ним в конфликт и скрылся из Крыма в Буджак. В 1614 году вновь попал в турецкую тюрьму, в 1618 году бежал из неё в Крым, был схвачен турками в Кефе и отправлен в заключение на остров Родос.
В 1623 году при содействии своего друга, великого визиря, Мехмед Герай получил ханский сан. Мехмед III Герай назначил калгой-султаном своего младшего брата Шахина Герая (1623—1628), а нурэддином объявил Девлета Чобан-Герая (1623—1625). Придя к власти, начал осуществлять очень радикальную и смелую политическую реформу. Видя, что страну многие годы терзает усобица беев, ввел единовластное правление по султанскому образцу. Его младший брат и калга-султан Шахин Герай с согласия хана пошёл ещё дальше, выступив против турецкого вмешательства в дела Крыма и организовав оборону против попытки турок свергнуть Мехмеда III Герая, когда в 1624 году турки-османы сделали попытку вернуть на престол Джанибека Герая, но потерпели поражение в сражении при Сары-Су.

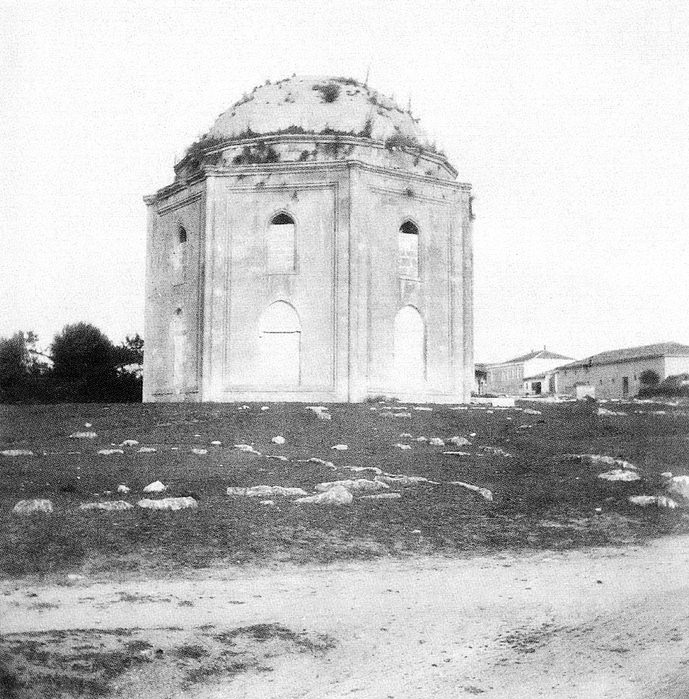
Дюрбе Мехмеда II Герая в Эски-Юрте, в котором также похоронены его сыновья и внук, Мехмед III Герай. Фото начало 20 века

Новый крымский хан получил большую популярность в народе благодаря тому, что категорически отказал султану в военной помощи для персидской кампании. Стремясь достичь независимости Крымского ханства от Османской империи, калга-султан Шахин Герай начал активную деятельность по заключению антитурецкого союза с Польско-Литовским государством, что привело к подписанию договора о союзничестве с запорожскими казаками. Одновременно шла работа на Востоке по переподчинению Крыму Малой и Большой Ногайских Орд. Были установлены связи с главным врагом Турции — Персией.
Мехмед III Герай был во враждебных отношениях с Мансурами. Эту напряжённость в своих интересах использовал султан. Она привела к вооружённому столкновению с предводителем ногайцев Кан-Темиром и осаде хана в крепости Кырк-Ер в 1628 году. Осада была снята союзными запорожскими казаками, которые вместе с ханом Мехмедом III и калгой Шахином Гераями направились затем к турецкой крепости Кефе, чтобы противостоять очередной попытке султана воцарить Джанибека Герая. Кампания закончилась неудачно из-за перехода командиров татарского войска на сторону нового хана.
Братья Мехмед Герай и Шахин Герай бежали в Запорожье, откуда в следующем 1629 году во главе объединённой армии своих крымских сторонников и казаков дважды пытались прорваться в Крым, но не имели успеха из-за противоречий в казацкой среде. В последнем из этих двух походов Мехмед III Герай погиб от рук запорожских казаков за попытку сдаться Джанибеку Гераю, а калга Шахин Герай ушёл после этого в Персию. Погибшего хана доставили в Бахчисарай и похоронили в дюрбе Эски-Юрта.

## В культуре
В турецком историческом сериале «Великолепный век. Империя Кёсем» роль Мехмеда Герая исполнил Кадир Догулу.